# Barão de Itararé
Apparício Fernando de Brinkerhoff Torelly (Río Grande, Río Grande del Sur, 29 de enero de 1895-Río de Janeiro, 27 de noviembre de 1971), también conocido como Apporelly y el falso título de nobleza Baron de Itararé, fue un periodista, escritor y pionero en el humor político brasileño.

## Biografía
Torelly nació en Río Grande en 1895, y estudió en un internado jesuita en São Leopoldo y asistió a la facultad de medicina, antes de abandonar los estudios. En 1925, Torelly se mudó a Río de Janeiro, donde escribió para varios periódicos, como O Globo y A Manhã; allí publicó piezas humorísticas, burlándose de los políticos de la época. Torelly dejaría A Manhã (La mañana) en 1926, fundando su propio periódico de humor, A Manha (un juego de palabras con el primero, que significa El lloriqueo).
Torelly era miembro del Partido Comunista Brasileño. Fue detenido en 1935 por su vinculación con el partido, entonces ilegal. Fue puesto en libertad un año después.
Murió en 1971.